# Прохор с Городца
Про́хор с Городца́ («Прохоръ старецъ съ Городца»; упомин. в 1405) — иконописец начала XV века. Предполагаемый учитель Андрея Рублёва.

## Жизнь и творчество
Сведения о жизни иконописца крайне скудны. Согласно Троицкой летописи, в 1405 году он вместе с Феофаном Греком и Андреем Рублёвым расписывал Благовещенский собор Московского Кремля. На основании того, что летописец называет Прохора «старцем» и упоминает его перед Рублёвым, В. Н. Лазарев сделал вывод: Прохор был старше по возрасту и обладал большей известностью. Кроме того, исследователь предположил, что старец мог быть не только коллегой, но и учителем Рублёва.
Точно атрибутированных работ художника не имеется. И. Э. Грабарь приписывал ему восемь икон из праздничного чина Благовещенского собора: «Воскрешение Лазаря», «Тайная вечеря», «Распятие», «Положение во гроб», «Сошествие во ад», «Вознесение», «Сошествие Святого Духа», «Успение». Эта атрибуция с небольшими уточнениями была принята В. Н. Лазаревым (исключившим из перечня «Воскрешение Лазаря») и рядом других исследователей, обращавшихся к этим произведениям как в специальных научных статьях, так и в популярных изданиях. Характерными особенностями всех перечисленных работ являются резкие высветления, сочные блики. Изображения человеческих фигур стереотипны: все персонажи обладают остренькими носами и маленькими изящными руками. Упомянутые иконы отмечены влиянием Гойтана, Семёна и Ивана, — московских мастеров XIV века, которые, согласно летописным свидетельствам, учились у греческих изографов.

## Приписываемые работы

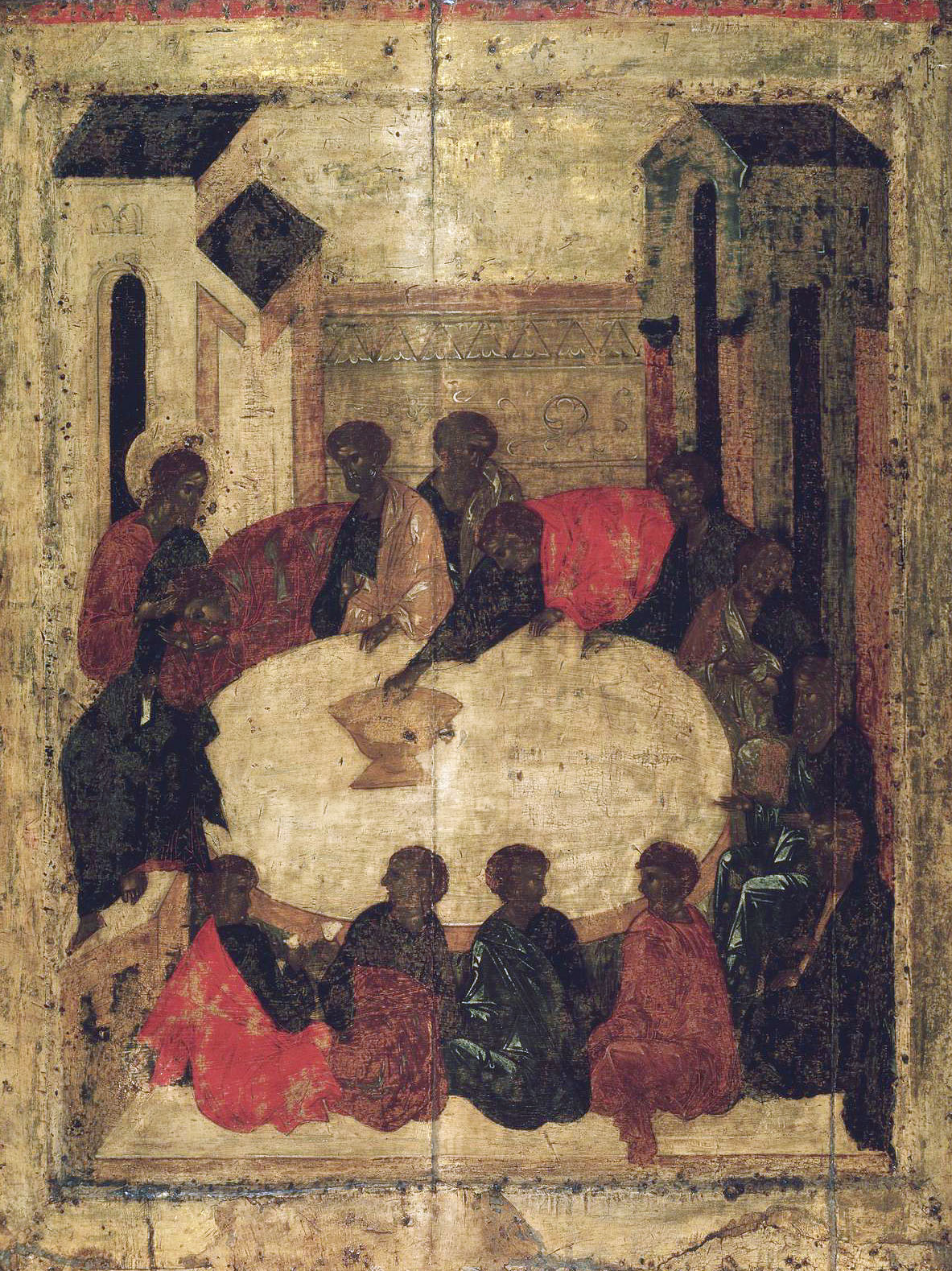
«Тайная вечеря»
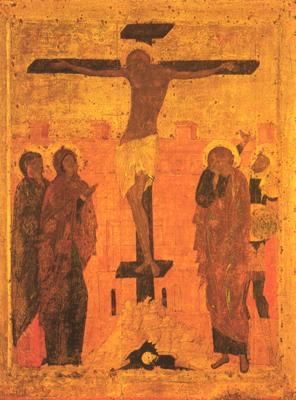
«Распятие»
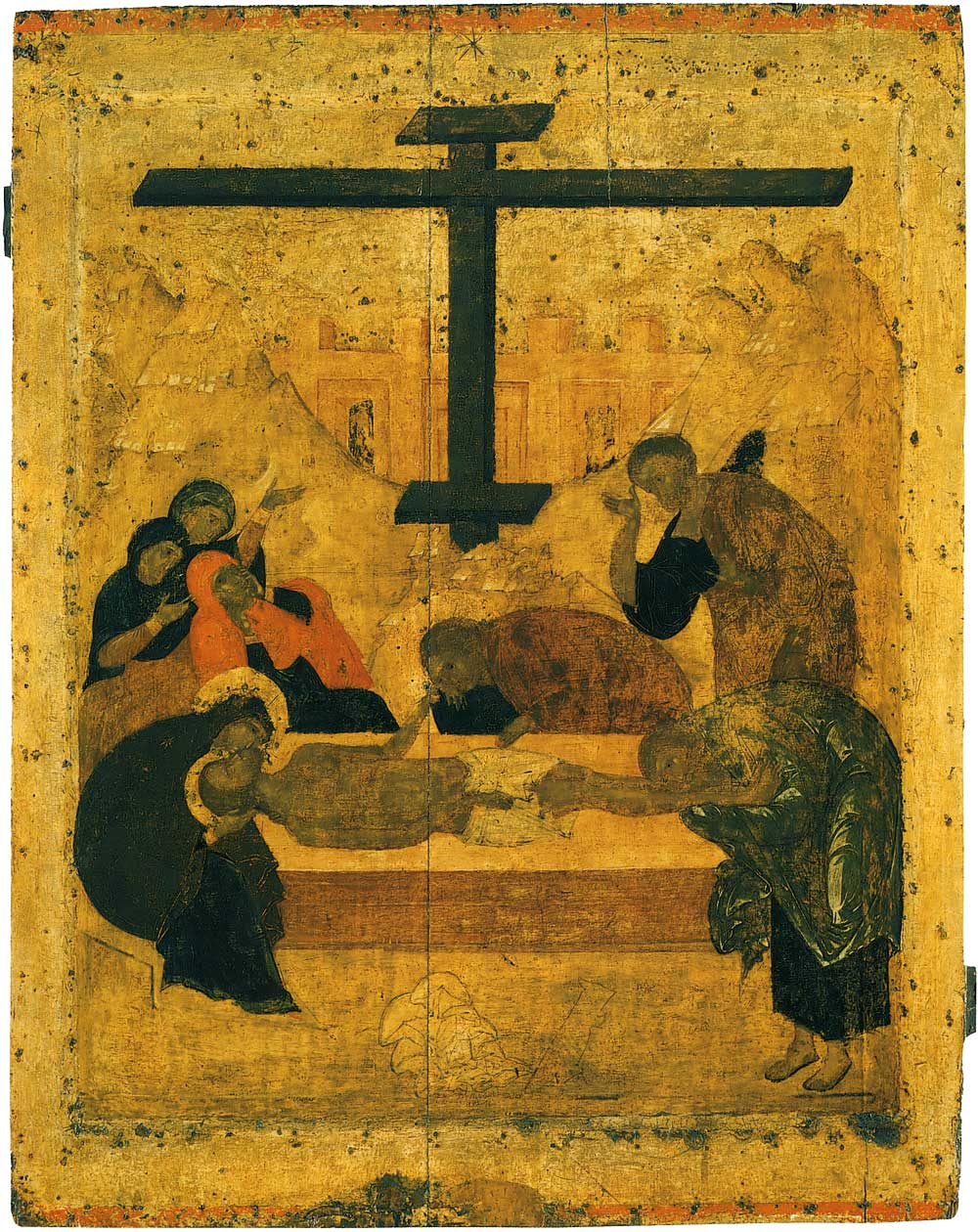
«Положение во гроб»
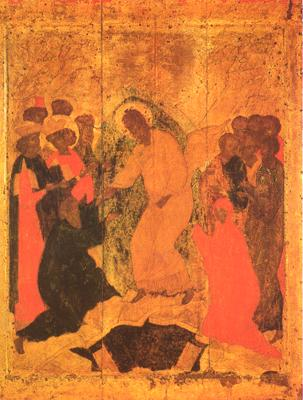
«Сошествие во ад»
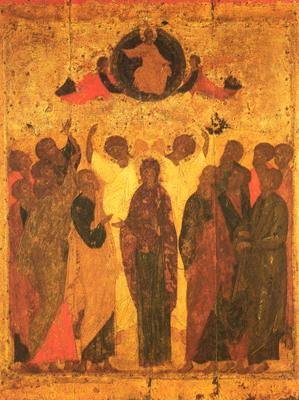
«Вознесение»
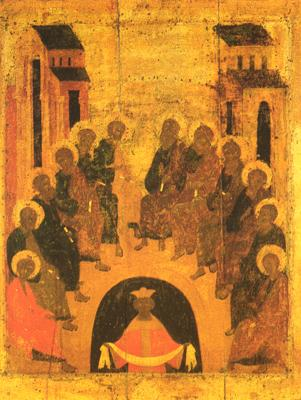
«Сошествие Святого Духа»
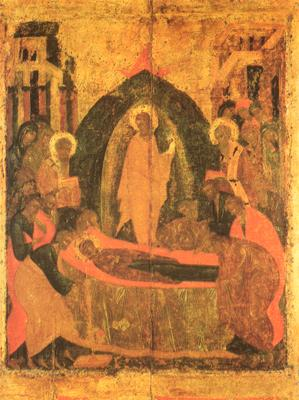
«Успение»